# Hellmut Körner

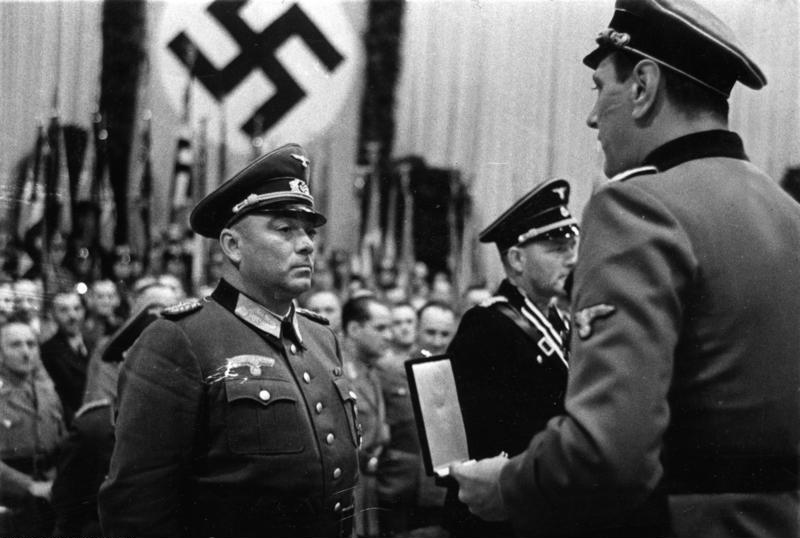
Otto Skorzeny odznacza Hellmuta Körnera

Max Otto Hellmut Körner (ur. 16 lutego 1904 w Dreźnie, zm. 1966 w Hamburgu) – SS-Brigadefuhrer, polityk NSDAP, Landesbauernführer. Był prezydentem głównego wydziału wyżywienia i rolnictwa (niem. Ernahrung und Landwirtschaft) w rządzie Generalnego Gubernatorstwa. Odwołany z końcem 1942 roku.

## Działalność w Polsce
Wiosną 1941 roku Helmut Körner przedstawił z ramienia III Rzeszy plan reformy agrarnej w Generalnym Gubernatorstwie. Według jego planu należało skonfiskować około 700 tysięcy małych gospodarstw należących do Polaków i łączyć je w duże posiadłości stanowiące niemiecką własność. 

## Dzieła
- Wege zur Leistung in der Erzeugungsschlacht.Berlin: Reichsnährstand 1938 (Co-Autor: Georg Claus)
- Zwischen Warthegau und UdSSR. Berlin: Reichsnährstand 1941